# Peter Wilhelm (Schriftsteller)
Peter Wilhelm (* 1. November 1959 in Essen) ist ein deutscher Schriftsteller.

## Leben
Peter Wilhelm ist verheiratet, hat zwei Kinder und lebt mit seiner Familie in Edingen-Neckarhausen bei Heidelberg.
Der Psychologe ist seit 1975 Verfasser zahlreicher Zeitschriften- und Webartikel und arbeitet als Blogger, Autor, YouTuber und Publizist. Von 1984 bis 1986 war Peter Wilhelm Leiter des Rechenzentrums der ERC-Wirtschaftsdatenbank in Frankfurt.
Er betrieb zehn Jahre lang ein Bestattungsunternehmen, nach Beendigung seiner Tätigkeit begann er mit dem Bestatterweblog, das Antworten rund um das Thema Tod und Bestattung, sowie Anekdoten bezüglich der „Kunden“, Hinterbliebenen wie Verstorbenen selbst, bietet.
Peter Wilhelm ist weiter als Experte für die Bestattungsbranche tätig. In dieser Rolle ist er zudem regelmäßig in verschiedenen Fernseh- und Radiosendungen zu Gast.
In seinem Dreibeinblog beschäftigt er sich vorwiegend mit den Themen Multimedia, Technik und Kommunikation sowie Produkttests. Hier erscheinen aber auch immer wieder satirische Familiengeschichten, die u. a. im Band „Zum Hieressen oder zum Mitnehmen“ veröffentlicht wurden.
Darüber hinaus ist Peter Wilhelm Chefredakteur der deutschen Ausgabe des internationalen Meetings-Magazins, das in Nijmegen/Niederlande herausgegeben wird.
Im Januar 2014 übernahm der Autor für 2 Jahre die Chefredaktion des Ehrensacheblog der SOLIDAR Sterbegeldversicherung.
Von Januar 2016 bis August 2018 war Wilhelm Chefredakteur des Periodikums „Bestatter heute“, einem Fachinformationsdienst für Bestatter, das im PROmedia-Verlag erschien.
Peter Wilhelm war über etliche Jahre neben Erzbischof Zollitsch und Kardinal Karl Lehmann Mitglied der Jury zur Wahl von Deutschlands schönstem Friedhof.

## Werk
Breite Aufmerksamkeit als Blogger bekam Wilhelm mit dem Bestatterweblog.
Lange schrieb er dieses unter dem Pseudonym „Undertaker Tom“. Dies geschah seinen Angaben zufolge vor allem, um kurz nach Tätigkeitsende nicht die Persönlichkeitsrechte der ehemaligen Kunden und Mitarbeiter zu gefährden, auch wenn diese in Informationsartikeln oder Geschichten stets verändert sind.
Zum Bestatterweblog erscheint regelmäßig ein Audio-Podcast in dem Peter Wilhelms Stimme zu hören ist. In der szenischen Hörbuchproduktion Warum tote Italiener keinen Zwiebelkuchen essen leiht er gleich allen handelnden Personen seine Stimme. Des Weiteren entstanden aus den Themen des Bestatterweblogs mehrere Bücher.
Peter Wilhelm stellt in vielen, aber nicht allen, Werken einen Bezug zum Bestatterberuf her. In seinen Texten strebt er immer eine lehrreiche Kernbotschaft an, die Zusammenhänge aus den Bereichen Bestattung, Tod und Trauer den Menschen auf eine leichte Weise näher bringt. Hierzu bedient er sich verschiedener Kunstformen. Die wohl wichtigste ist die Kurzgeschichte. Hiervon verfasste und veröffentlichte der Autor hunderte, viele davon in seinem täglich geführten Bestatterweblog.
Darüber hinaus erarbeitete er aus den Kurzgeschichten, die teilweise Romanumfang haben, Drehbücher und Bühnentexte.
Peter Wilhelm sucht die Zusammenarbeit mit Künstlern anderer Kunstrichtungen. In seinem Band „Gestatten, Bestatter! Geschichten, die das Sterben schrieb“ illustrierte die österreichische Comiczeichnerin Nina Ruzicka das Coverbild und steuerte Illustrationen zu den Texten bei. Der Band „Zum Hieressen oder zum Mitnehmen“ wurde von der Zeichnerin Yukia mit kindlich anmutenden Zeichnungen versehen.
Ein Werk wurde auch ins Polnische übersetzt.
Auch musikalisch unterlegte Podcasts und Hörbuchausgaben seiner Werke gehören zum Werkumfang des Künstlers. Eine enge Zusammenarbeit verbindet ihn mit dem Wuppertaler Zeichner 'Kumi’, der regelmäßig Cartoons zu Wilhelms Geschichten beisteuert.
Der Radiosender Radio Lotte Weimar stellte aus Peter Wilhelms Werk „Darf ich meine Oma selbst verbrennen?“ die Sendereihe „Der Vetter des Gevatters“ her, in deren einzelnen Folgen in unterhaltsamer Weise Kapitel aus dem Buch wiedergegeben wurden.

## Bühnenadaptionen
Wilhelm ist auch der schriftstellerische Kopf des Kunstprojektes Finale bei dem Schauspieler und eine Rockband Texte des Autors szenisch und musikalisch in Form eines Bühnenprogramms umsetzten.
Aus Texten des Autors entstand 2012 die szenisch-musikalische Aufarbeitung „Salto Postmortale“., die mit der Rhine Stream Jazz Band und Jochen Brauer aufgeführt wird.
Das Wasgau-Theater spielt und liest regelmäßig Texte von Peter Wilhelm auf der Bühne.

## Preise und Auszeichnungen
Das Bestatterweblog wurde 2007 von den Hörern der Deutschen Welle im Rahmen des Wettbewerbs The BOBs mit dem Userpreis als bestes deutsches Weblog ausgezeichnet.

## Bibliografie (Auswahl)
- PC-Globe-Historia (PC-Software), Markt + Technik, (1991)
- Zum Hieressen oder zum Mitnehmen?, Website-Verlag, (2006)
- Gestatten, Bestatter! Geschichten, die das Sterben schrieb (Tom), 123-Buch, (2008)
- Gestatten, Bestatter! Bei uns liegen Sie richtig, Knaur, (2009)
- Warum tote Italiener keinen Zwiebelkuchen essen (Hörbuch), Göttingen, (2010)
- Darf ich meine Oma selbst verbrennen?, Knaur, (2011)
- Darf ich meine Oma selbst verbrennen? ... und andere skurrile Fragen an Deutschlands bekanntesten Bestatter, RM-Buch-und-Medien-Vertrieb, (2012), Lizenzausg.
- Wer zu uns kommt, hat das Gröbste hinter sich, Knaur (2013)
- Wer zu uns kommt, hat das Gröbste hinter sich, Knaur eBook, (2013)
- Zakład pogrzebowy przedstawia! : dobrze, że do nas trafiłeś, (2013, Polen)
- Wer zu uns kommt, hat das Gröbste hinter sich, RM-Buch-und-Medien-Vertrieb, (2014), Lizenzausg.
- Die Kröte im Nerz (Theaterstück), (2017)
- Die 7 Geheimnisse erfolgreicher Bestatter, Bonn : Promedia, (2018) ISBN 978-3-8125-2628-9